# Kunglig Majestäts drabanter
Kunglig Majestäts drabanter, även Livdrabantkåren, var en militärenhet som särskilt ansvarade för den svenske kungens personliga skydd som verkade i varierande form åren 1523–1821. Drabanterna organiserades av Gustav Vasa i en drabantkår och som även har använts som ett stridande kavalleriförband. Därefter har drabanter funnits i begränsad utsträckning enbart som en ceremoniell trupp och gör så fortfarande. Det nuvarande Livgardet härleder sitt ursprung i den kungliga drabantkåren.

## Drabantkårens historia

### Äldre vasatiden
Under befrielsekriget mot danskarna hade Gustav Vasa en personlig livvakt från Dalarna. Denna livvakt behöll han även efter att han valts som konung 1523 och formerade den som en drabantkår. Den hade till uppgift att dels vara en personlig livvakt, dels en slottsvakt. Drabanterna deltog tillsammans med kungen i Karl IX:s krig som ett stridande kompani.

### Yngre vasatiden
Gustav II Adolf omskapade efter sitt trontillträde 1611 drabanterna till ett mer organiserat kompani, vilket ofta betecknades Kunglig Majestäts Drabanter. Han inrättade kring drabantkompaniet även ett hovregemente, kallat Gula regementet, vilket utgjorde kungens livgarde. I fält ingick drabantkompaniet i hovregementet. Under drottning Kristina bildades kring spillrorna av faderns drabantkompani efter slaget vid Lützen ett "Compagnie de Guardia" som tjänstgjorde som palatsvakt.

### Karl X Gustav

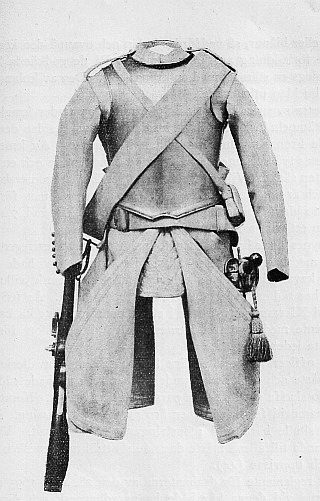
Mundering för Karl XI:s drabanter, anskaffad 1695 (Livrustkammaren)

Karl X Gustav genomförde en omorganisation av det kungliga gardet som kom att bestå av både infanteri och kavalleri under en regementschef, varvid gardeskavalleriet utgjordes av det uppsuttna drabantkompaniet. Detta benämndes vanligen Garde du corps och åtföljde Karl X Gustav under hans fälttåg i Polen och Danmark. Efter kungens död införlivades de återstående drabanterna från Garde du corps i livgardets livkompani i Stockholm.

### Karl XI
Efter Karl XI:s omorganisation av Livgardet 1675 ingick ett ryttarkompani, drabantkompaniet till häst, med över 200 man delade mellan sex korpralskap. Av dessa sex bestod det första och sjätte av 34 man vardera och dom övriga 33 man styck. Denna styrka hade en överstelöjtnant som chef som hade en kaptenlöjtnant som närmaste man och två löjtnanter. Kåren var förlagda i Arboga. Kompaniet kallades i de samtida handlingarna omväxlande "Kongl. Maij:tz Drabante Garde", "Kongl. Maij:tz Guarde de Corps till häst" eller endast "Kongl. Maij:tz Drabanter". Drabantkompaniet deltog i de välkända slagen under Skånska kriget, som slaget vid Lund 1676. Vid Lund gjorde drabanterna en särskilt stark insats, åtminstone i förhållande till sin ringa numerär.

### Karl XII

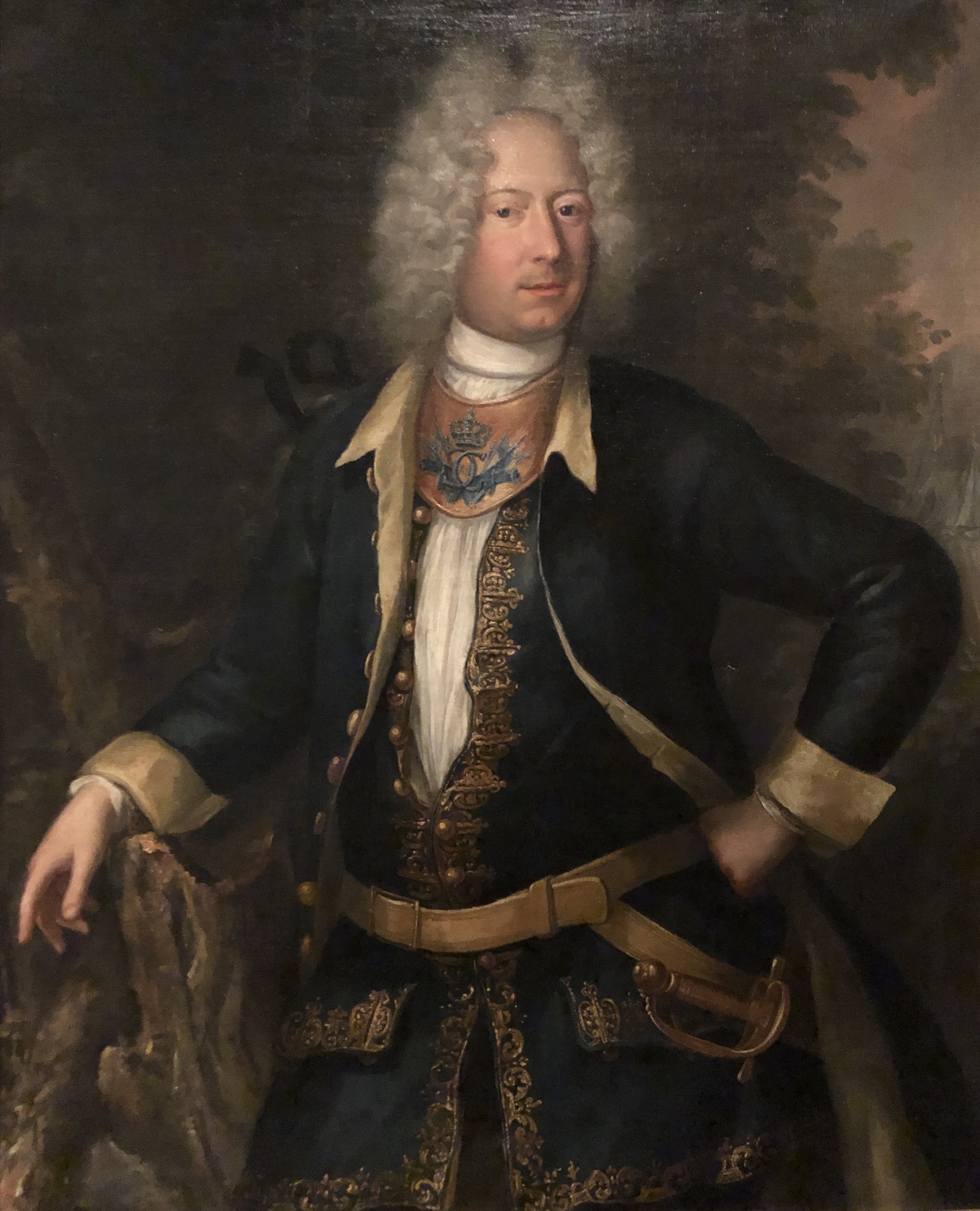
Arvid Horn i uniform för kaptenlöjtnanten vid drabanterna, cirka 1706.

Karl XII omorganiserade 1699–1700 den gamla drabantkåren, som blev ett helt självständigt förband. Kåren kom nu att enbart bestå av personal som hade officers rang. Kåren bestod som mest av 200 man, av vilka många genom tapperhet utmärkt sig i andra regementen och värvats till drabanterna. Drabanterna var ett elitförband och deras uppgift var bland annat att i strid omge och skydda kungen. De stod under kungens personliga chefskap med en sekundchef som hade titeln kaptenlöjtnant med generalmajors rang. En drabantlöjtnant hade rang av överste, korpraler hade rang närmast efter majorer, vicekorpraler näst efter kaptener vid Livgardet och de meniga drabanterna hade rang näst efter ryttmästare vid Livregementet till häst respektive kapten vid Livdragonregementet.
Drabanterna deltog med stor utmärkelse i alla den kungliga arméns fälttåg under Stora nordiska kriget i Polen och Ryssland, fram till och med slaget vid Poltava 1709. Merparten av de därefter återstående drabanterna åtföljde kungen till Turkiet och senare tillbaka till Sverige 1714–1715.
Vid Karl XII:s hemkomst 1715 var den hemvändande drabantspillran för liten för att uppträda som självständigt förband. Därför uppsatte kungen 1716 en livskvadron under drabanternas befäl - Kunglig Majestäts Drabanter och Livskvadron. I förbandet ingick förutom drabanterna särskilt utvalda ryttare från Livregementet till häst, Östgöta kavalleriregemente och Norra och Södra Skånska kavalleriregementena. Från denna tid tituleras de gamla drabanterna ibland livdrabanter.
I december 1718 återstod av drabanterna kaptenlöjtnanten Johan Giertta, en löjtnant, två adjutanter, två kvartermästare, fem korpraler, fem vicekorpraler och 20 meniga drabanter. Under Karl XII:s begravning i Riddarholmskyrkan 26 februari 1719 deltog de gamla drabanterna både i begravningsprocessionen och i ceremonin inne i kyrkan och utförde därmed sin sista tjänst åt sin forne herre.

### Efter stormaktstiden

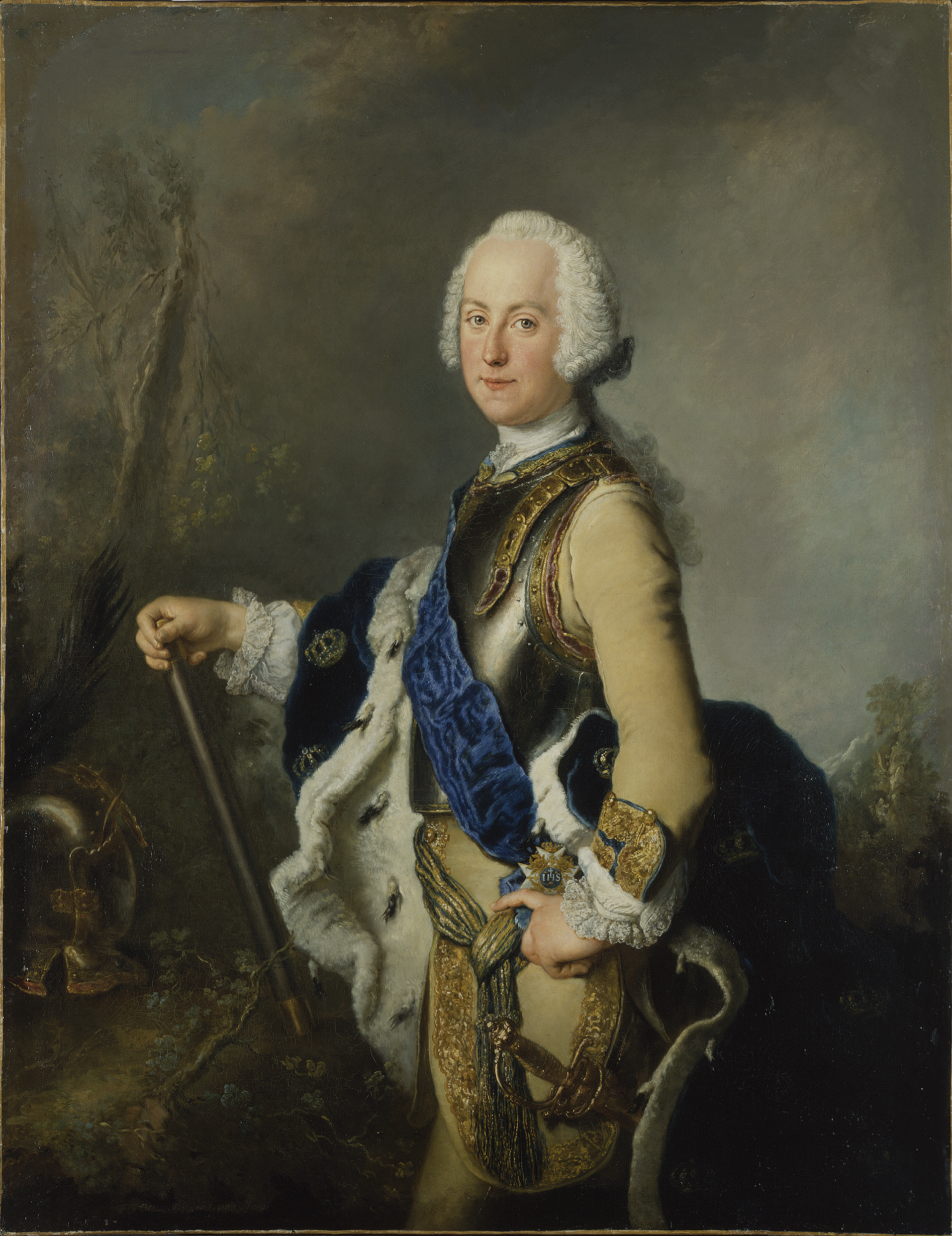
Adolf Fredrik avporträtterad 1743 iklädd Livdrabantkårens uniform och bärande harnesk, furstlig mantel i blått samt Serafimerordens band. Porträtt av Antoine Pesne.

År 1722 återgick drabanterna till de förhållanden som rådde 1696 under Karl XI:s tid. En ny livdrabantkår som skulle tjänstgöra till fot organiserades och inkvarterades i Arboga och Köping, medan livskvadronen samtidigt drogs in helt och hållet.  
Under frihetstiden och därefter kallades förbandet oftast Kunglig Majestäts Livdrabantkår i officiella sammanhang. Kåren var nu främst ett palatsgarde. Den var fördelad på sex korpralskap om 25-30 man, vilka turvis gjorde vakttjänst hos kungen. År 1780 delades kåren i fyra kompanier (Svea, Göta, Vendes och Finska), var och en under en kaptenlöjtnant.

### Hertig Karls drabanter
År 1790 inrättades även för hertig Karl en livdrabantkår, som överlämnades till honom på hans födelsedag.  Denna kårs personalstorlek varierade under dess 19-åriga existens, men totalt passerade ett hundratal officerare genom dess rulla. Hertig Karls drabantkår upplöstes 1809, när han själv blev kung, delar av personalen uppgick då i den kungliga livdrabantkåren.

### Upplösningen
År 1821 upplöstes Livdrabantkåren och uppgick som officerskår i Livbeväringsregementet. Kårens utrustning sparades dock i Stockholms slotts högvaktsflygel fram till 1825, då den försåldes på offentlig auktion. I dag finns fyra bevarade kaptenlöjtnantskyrasser från Livdrabantkåren: En på Armémuseum, en i Livrustkammaren och två i privata samlingar.

## Modern tid
Efter 1825 genomfördes vakttjänsten av de kvarvarande officerare ur drabantkåren vilka överförts till Livbeväringsregementet. Drabanttraditionen tydliggjordes till Oscar I:s kröning 1844, men i en mer teatralisk form och inte som ett självständigt förband. Ny utrustning tillverkades som numera bevaras i Livrustkammaren. Till Karl XV:s kröning 1860 tillverkades uniformer vilkas modell används än idag: En variant i sämskskinn benämnd som Karl XI:s drabantuniform, samt en i blått kläde benämnd Karl XII:s drabantuniform. Originaluniformerna från Karl XV:s kröning förvaras i dag i Husgerådskammaren.
Drabanterna har sedan dess varit monarkens, och besökande statschefers, ceremoniella livvakt och uttogs vanligen från Livgardet till häst (K 1) och dess senare efterföljare, idag Livgardets Livbataljon. I nutiden tjänstgör drabanter vid kungliga dop, bröllop, myndighetsdagar och begravningar, samt vid statsbesök.
En drabantstyrka i Karl XI:s drabantuniform deltog i den gamla ceremonin som hölls i Rikssalen på Stockholms slott vid riksdagens högtidliga öppnande fram till och med 1974.
Den 21 november 2022 lämnade Magnus Berntsson (KD) in en motion i riksdagen om att det svenska specialförbandet Särskilda operationsgruppen skulle döpas om till Drabantkåren. Det med hänvisning till att "Drabantkåren var handplockade officerare som under framförallt svensk stormaktstid tilldelades den bästa utrustning, hästarna och kollegerna och som utmärkte sig såväl på fältet som vid spanings- och livvaktsuppdrag. De var direkt underställda kungen, liksom Särskilda Operationsgruppen idag är direkt underställda insatsledningen på Högkvarteret".

## Namn
| Kunglig Majestäts Drabanter                 | 1611 | – | 1632 |
| Compagnie de Guardia                        | 1632 | – | 1654 |
| Garde du corps                              | 1654 | – | 1660 |
| Kongl. Maij:tz Guarde de Corps till häst    | 1660 | – | 1715 |
| Kunglig Majestäts Drabanter och Livskvadron | 1715 | – | 1722 |
| Kunglig Majestäts Lif Drabant Corps         | 1723 | – | 1821 |

## Galleri

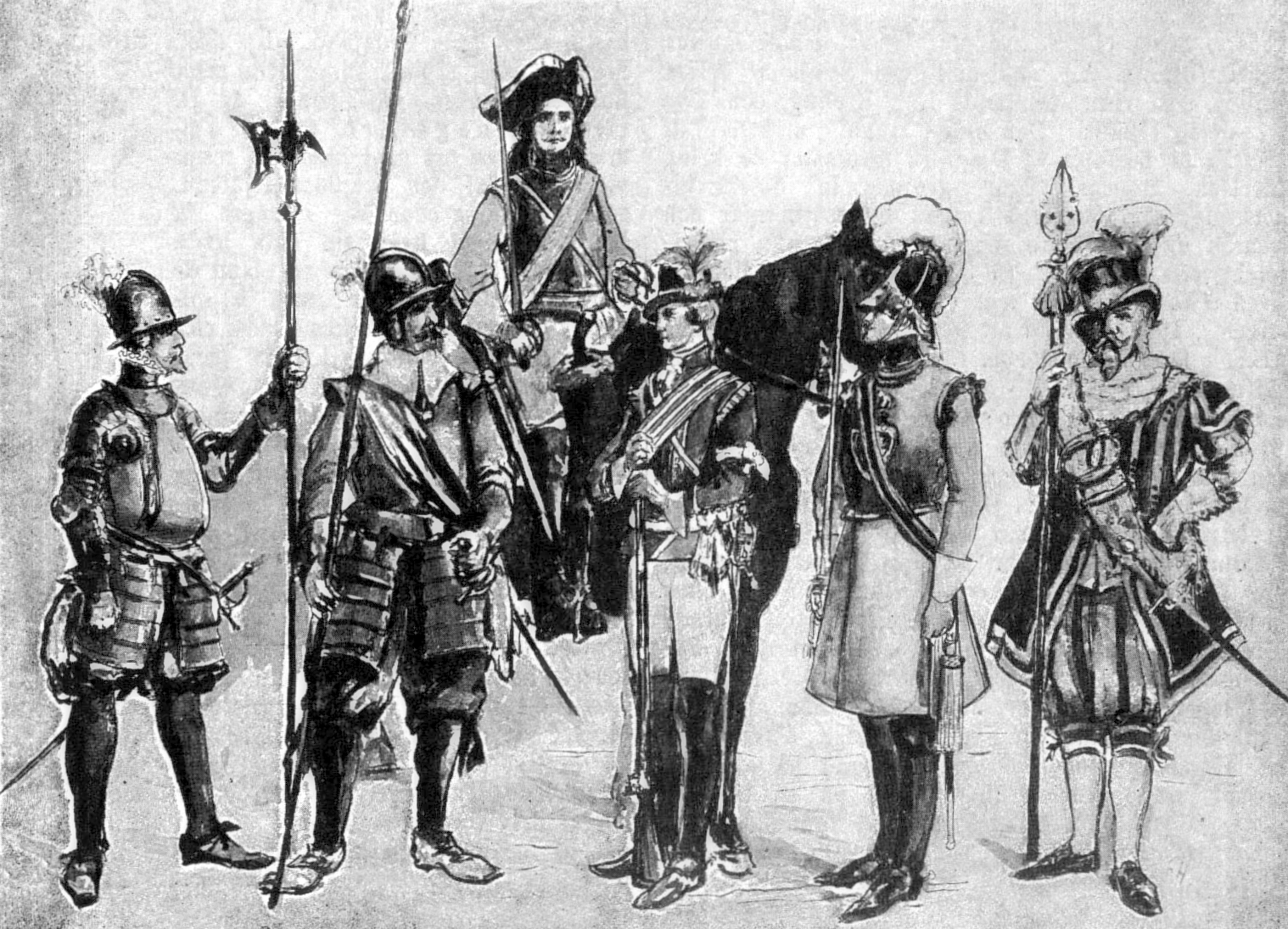
Svenska drabanter från olika tider.
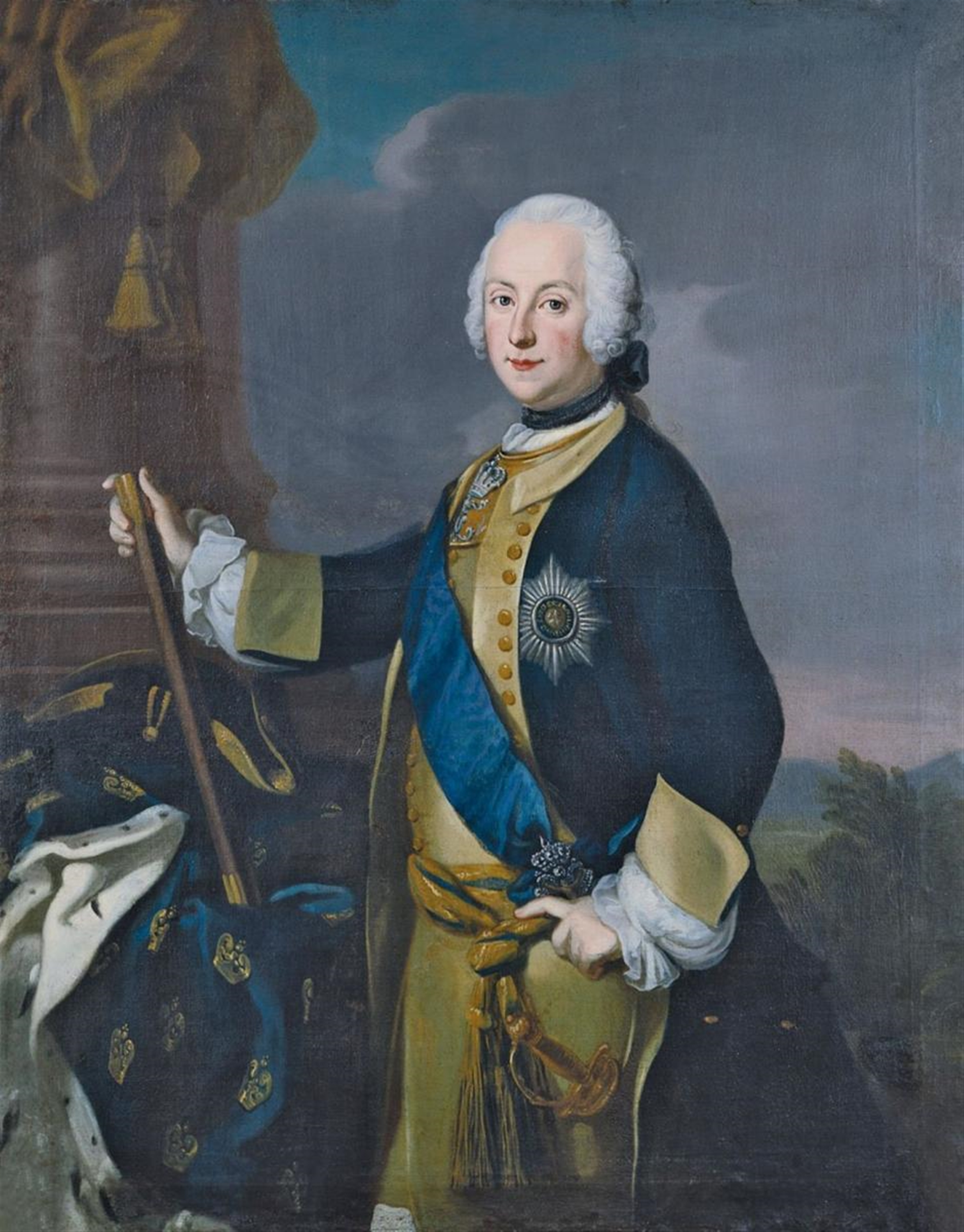
Adolf Fredrik som kronprins, iförd kårens uniform. ca 1750. Porträtt av Antoine Pesne.
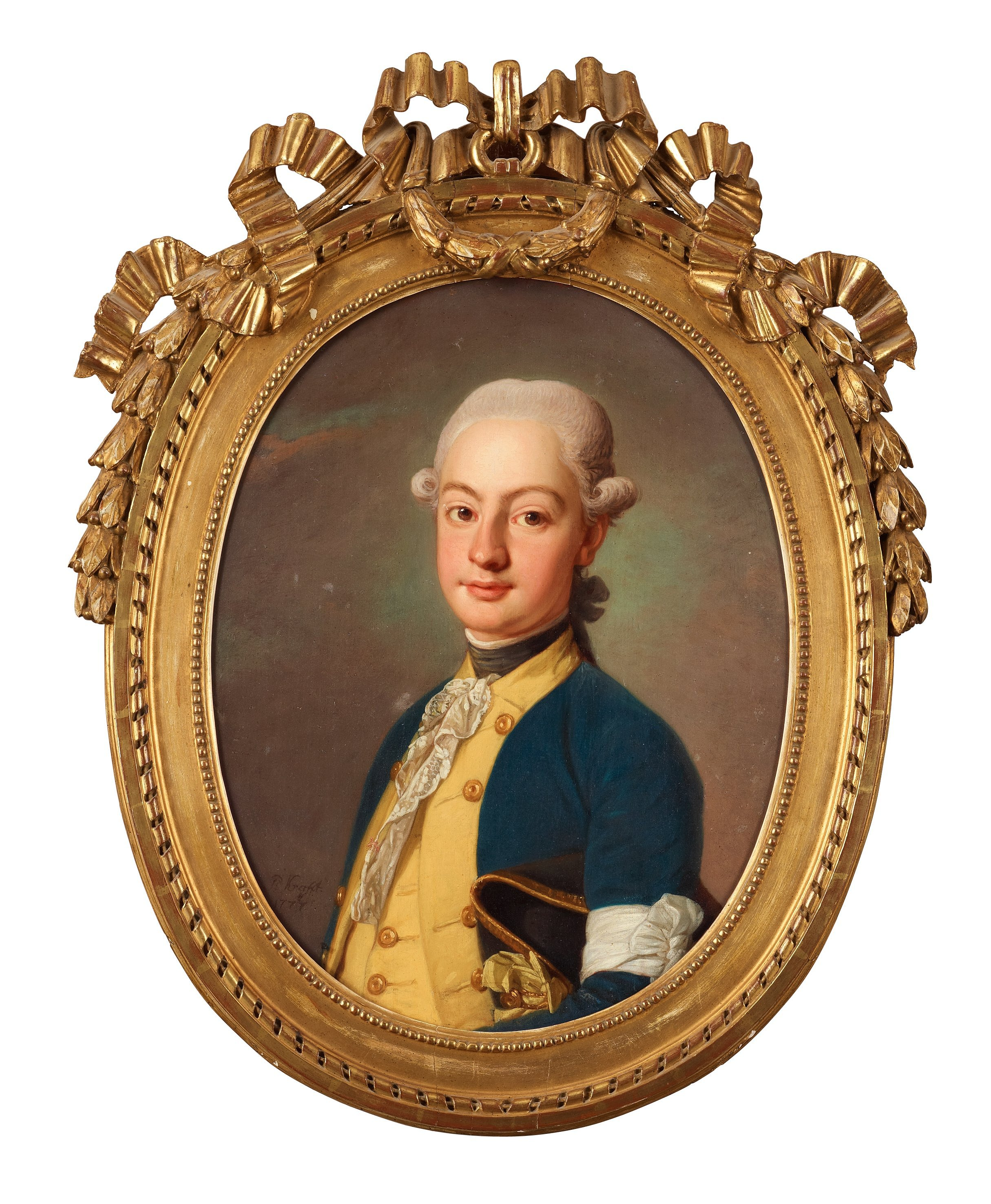
Gustaf Anton Gyldenstople i uniform m/1765 för en livdrabant vid Livdrabantkåren. Porträtt från 1777 av Per Krafft den äldre.
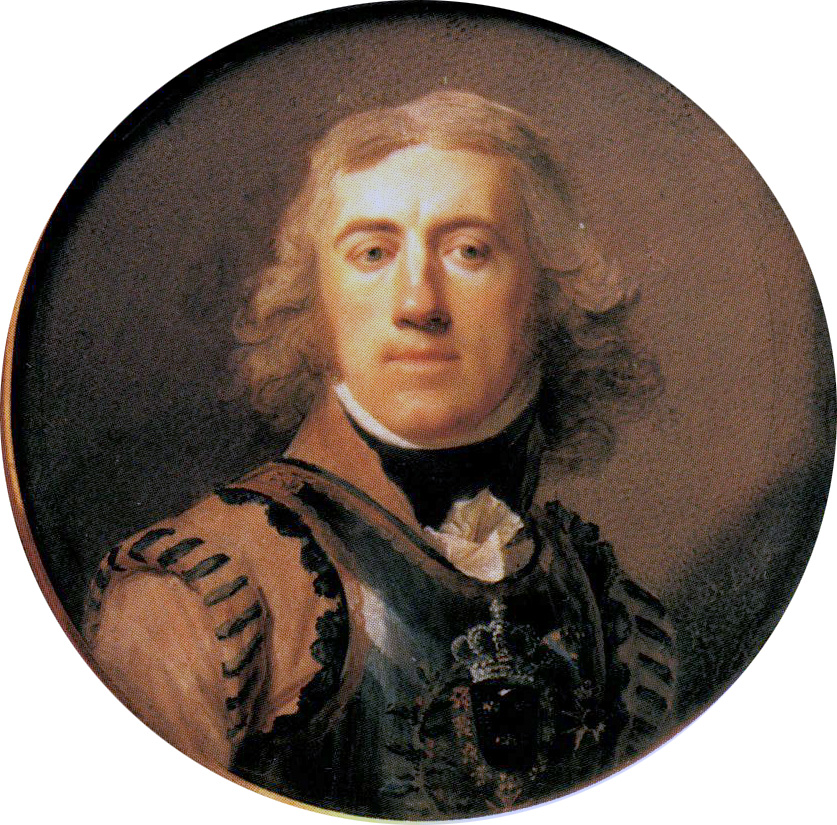
Hampus Mörner i kyrass och uniform för kaptenlöjtnanten för Livdrabantkåren. Miniatyrmålning utförd av Domenico Bossi 1796.
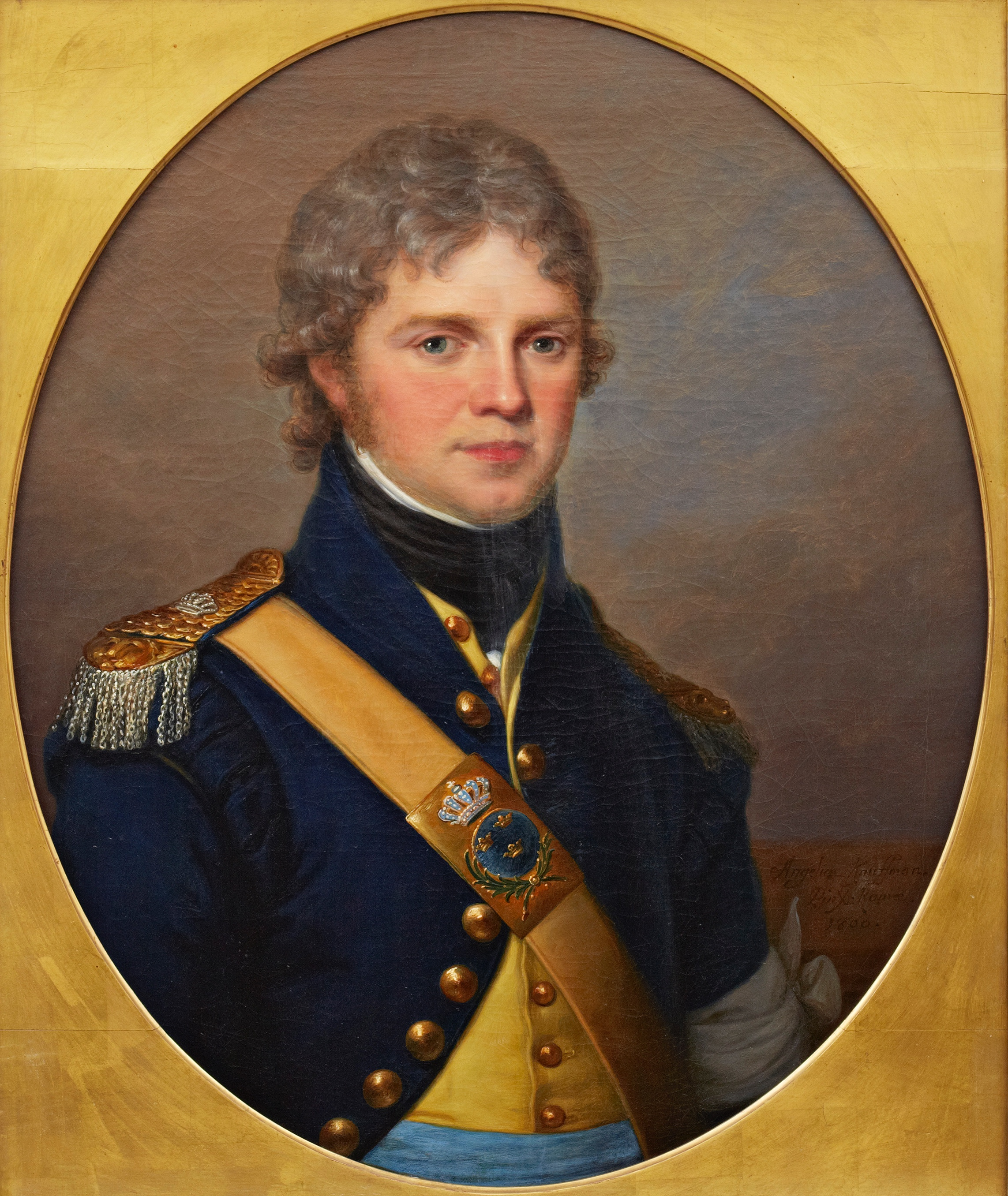
Carl Clas Piper i uniform m/1792 för kaptenlöjtnanten vid kåren. Målning från år 1800.
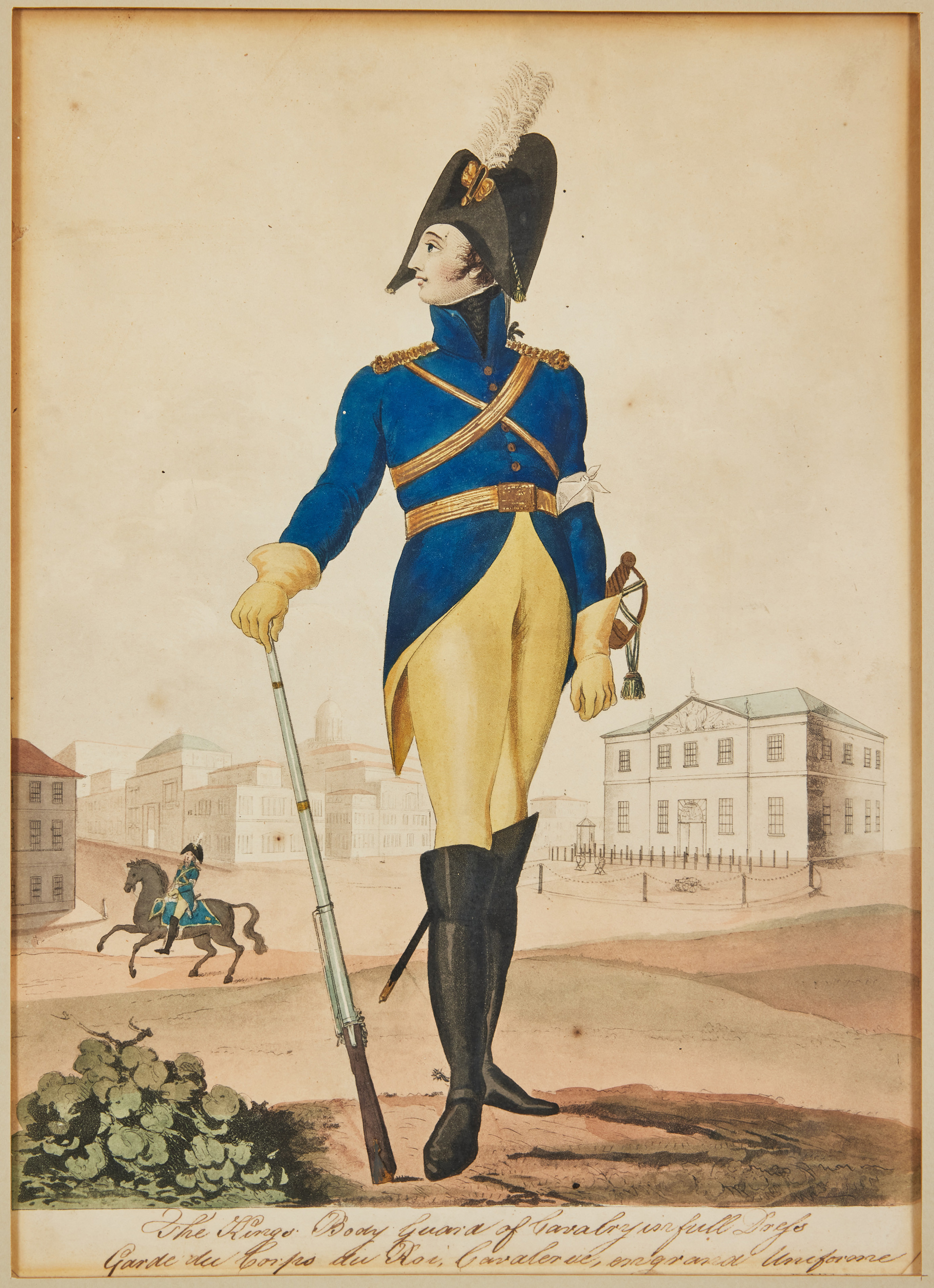
Livdrabant iklädd kårens uniform m/1801
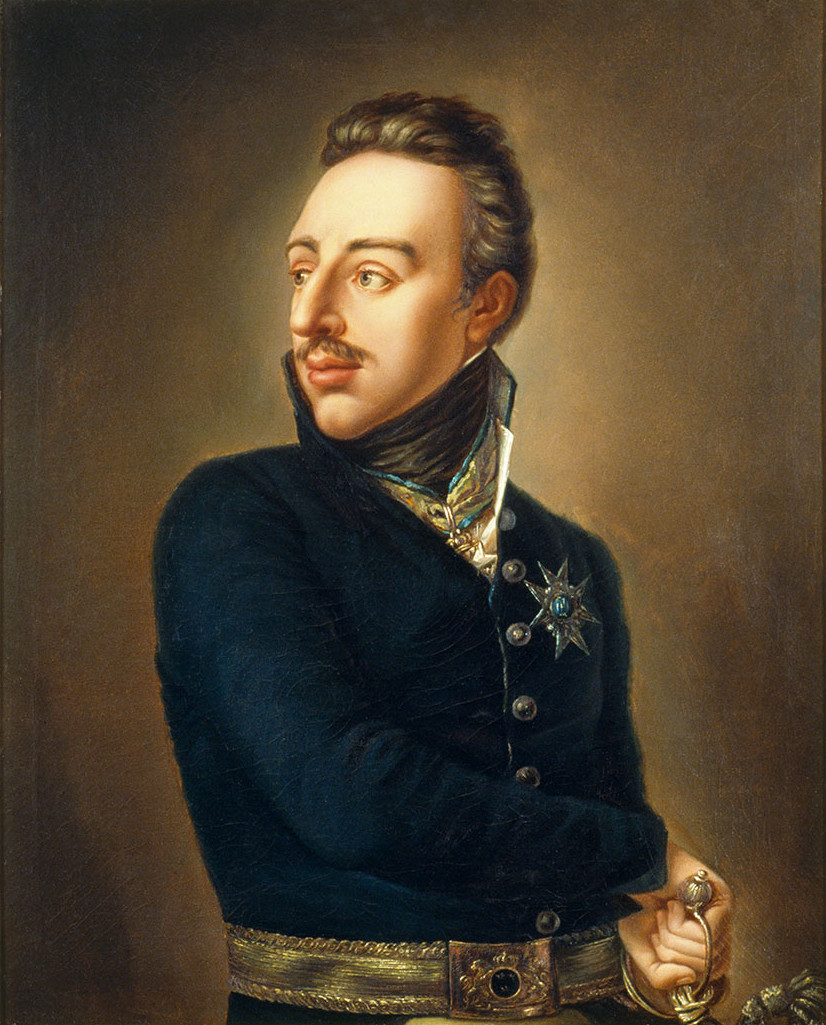
Porträtt av Gustaf IV Adolf iklädd uniform m/1801 för drabanterna. Målning från 1809 av Per Krafft den yngre.
Bardisan för drottning Kristinas drabanter tillverkad 1649 vid Jäders bruk.
Hjullåskarbin, 1680-tal. Kongl.Drabante Konungs Wachtens Mondering. För drabant nr 3.
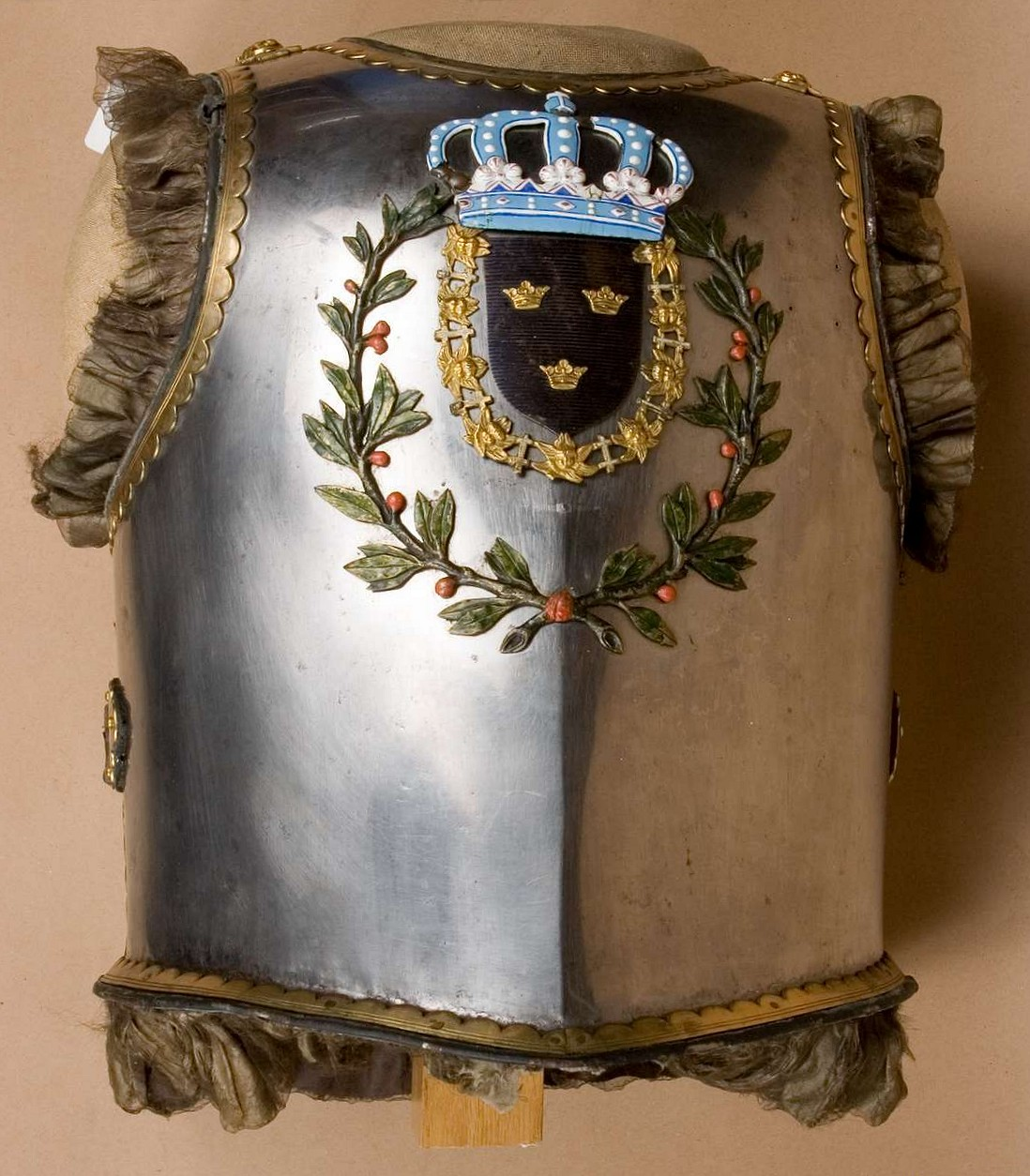
Harnesk för kaptenlöjtnanten vid Livdrabantkåren, från tidigt 1800-tal.